# 吳懋建
吳懋建（1827年—1864年），號景春，台灣清領時期仕紳，吳鸞旂之父。

## 生平
清代中葉，原拓墾於台灣台南的吳郡山家族開始將產業延伸至中部。至清末時，吳家的產業已遍及現今的虎尾、斗六、大埤、員林、永靖、埔心等地，再經由臺中的大雅、潭子及北屯等地來到臺中市的東區。吳家第十四世吳國圭開始拓墾臺中盆地的藍興堡，為吳家拓墾中部的奠基祖，留下不少財富。吳國圭生有三子懋烈、懋翼、懋建。懋建建基於父親的產業，專注於拓墾工作，後娶霧峰林家林甲寅之女林純仁為妻。
吳懋建自年少習武，咸豐年間曾隨妻侄臺勇游擊林文察先後兩次前往福建、浙江一代與太平軍作戰，為林文察麾下的十八大老之一。兩次返陸期間曾返臺討伐戴潮春，並於此期間生下次子吳鸞旂。第二次前往福建期間戰死於漳州，享年36歲，死後獲諡四品藍翎知府。

## 紀念
吳懋建死後屍骨不存，今吳鸞旂墓園內有其衣冠塚。

## 家庭
- 父：吳國圭
  - 長兄：吳懋烈
  - 二兄：吳懋翼
- 妻：林純仁
  - 長子：吳葆旂（為吳懋烈過房）
  - 長女：吳杏元
  - 次子：吳鸞旂